# Kočna (Jesenice, Slovenija)
Kočna je naselje u slovenskoj Općini Jesenicama. Kočna se nalazi u pokrajini Gorenjskoj i statističkoj regiji Gorenjskoj. 

## Stanovništvo
Prema popisu stanovništva iz 2002. godine naselje je imalo 209 stanovnika.